# Tettyei romok
A Tettyei romok Pécs város egyik nevezetessége, melyet főként olyan kulturális események kapcsán szokás emlegetni, mint a Pécsi Szabadtéri Játékok, vagy a Pécsi Országos Színházi Találkozó (POSZT). Az impozáns látványt nyújtó középkori romok remek lehetőséget adnak kulturális rendezvények szervezésére. A romok a Tettyén, a Mecsek déli oldalán találhatók, a műemlék a Tettye-park része.

## Története

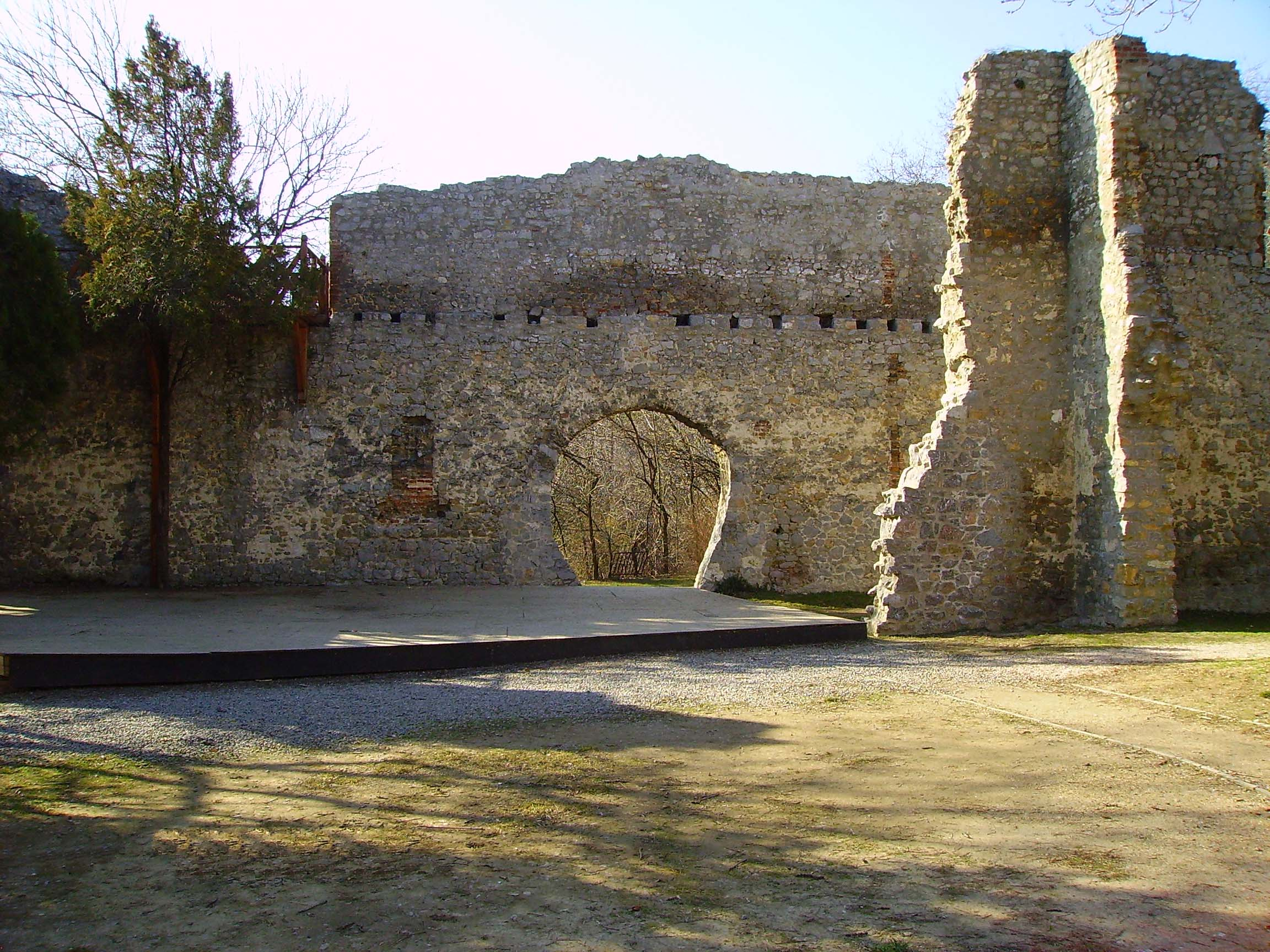
Színpad a romok tövében.

Szatmári György 1505-1521 között volt Pécs püspöke. A püspöki palota bővíttetése mellett reneszánsz palotát építtetett a Tettyén. A palota egyemeletes, U alakú épület volt, dél felé nyitott udvarral. Délkeleti oldalán torony kapcsolódott a falhoz, maradványai napjainkban is láthatóak. A török hódoltság idején dervisek éltek a palotában, az elnevezés is innen származik, a török derviskolostor neve „tekke”. A bektasi dervisek Tirana határában álló központi kolostorát az albánok ma is Tettyének nevezik. A palota épségben kerülhetett a törökök kezébe, akik csekély változtatással használták fel saját céljaikra. A jelenleg még álló falakon török átépítés nyomokban sem lelhető fel. A 18. század végén lakatlanná vált. A viszonylag ép falfelületeket 1904-ben konzerválták.
A romok előtt szökőkút állt 1961-től kezdve, melyet a Zsolnay porcelángyárban készítették, és 2009-ben bontottak le.
Az EKF-program (Európa kulturális fővárosa) keretében megújuló Tettye parkban a több száz éves maradványok támfallal való megvédése közben repedés keletkezett az egyik falban. Az L alakú romépület bástya része megmozdult és elvált az épület főrészétől.

## Lásd még

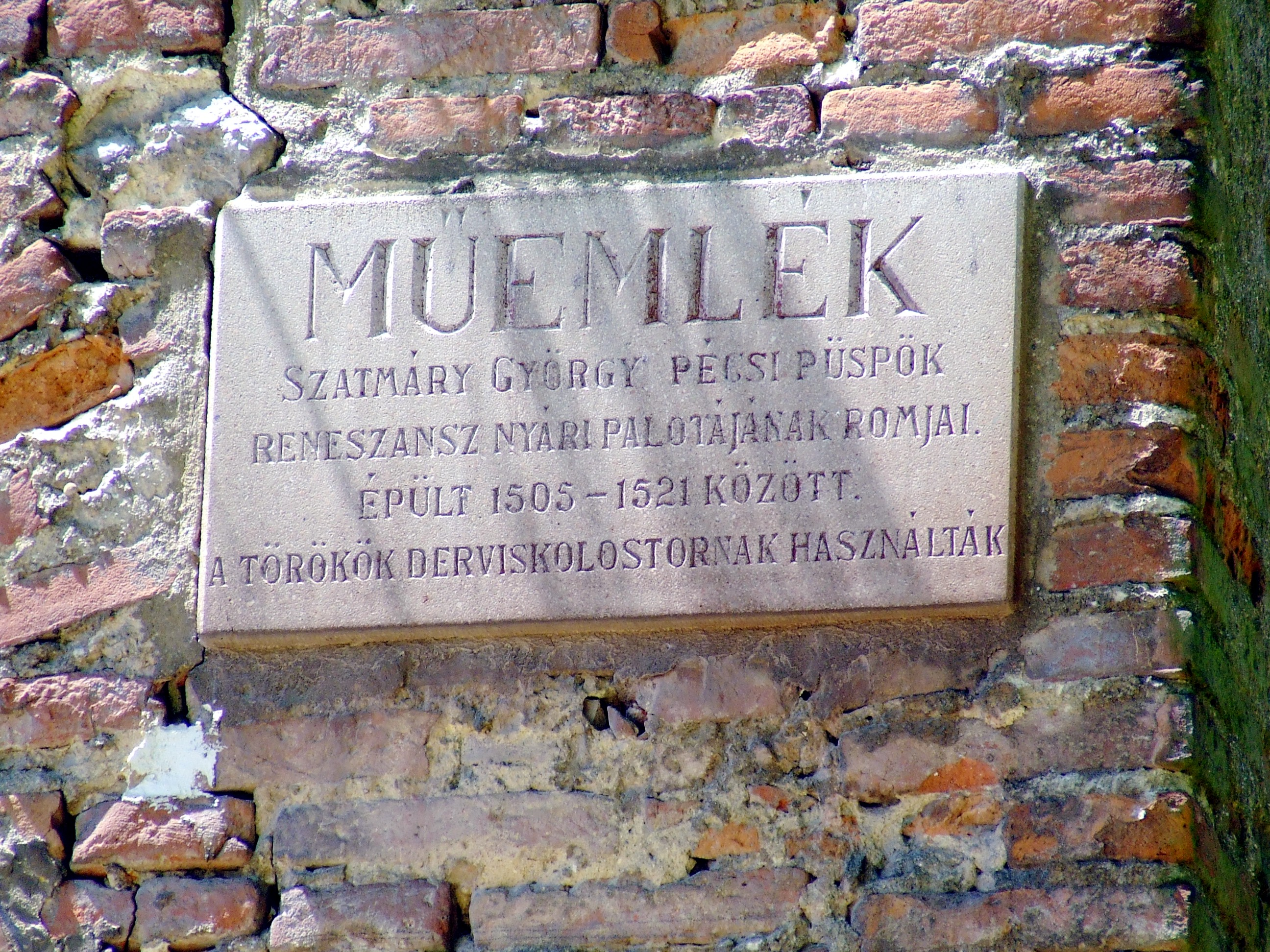
Emléktábla a tettyei Szatmári-villa romjain.

- Pécsi Szabadtéri Játékok
- Pécsi Országos Színházi Találkozó
- Pécsi Horvát Színház